# Campagna e Marittima
La Campagna e Marittima (Campaniæ Maritimæque provincia in latino) è stata una divisione amministrativa dello Stato Pontificio, estesa, in origine, da Roma e Ostia Antica, poi dai Colli Albani, alla Valle del Liri e a Terracina. In cartografia è anche conosciuta come Campagna di Roma. Per un breve periodo nel XV secolo la provincia fu divisa amministrativamente in Campagna e Marittima. La città meridionale di Terracina, seppur inclusa nei limiti geografici della provincia, ebbe delegati pontifici che la governarono autonomamente durante tutto il Medioevo (lo stesso accadde anche per Pontecorvo e Benevento, entrambe exclavi dello Stato Pontificio).

## Istituzione

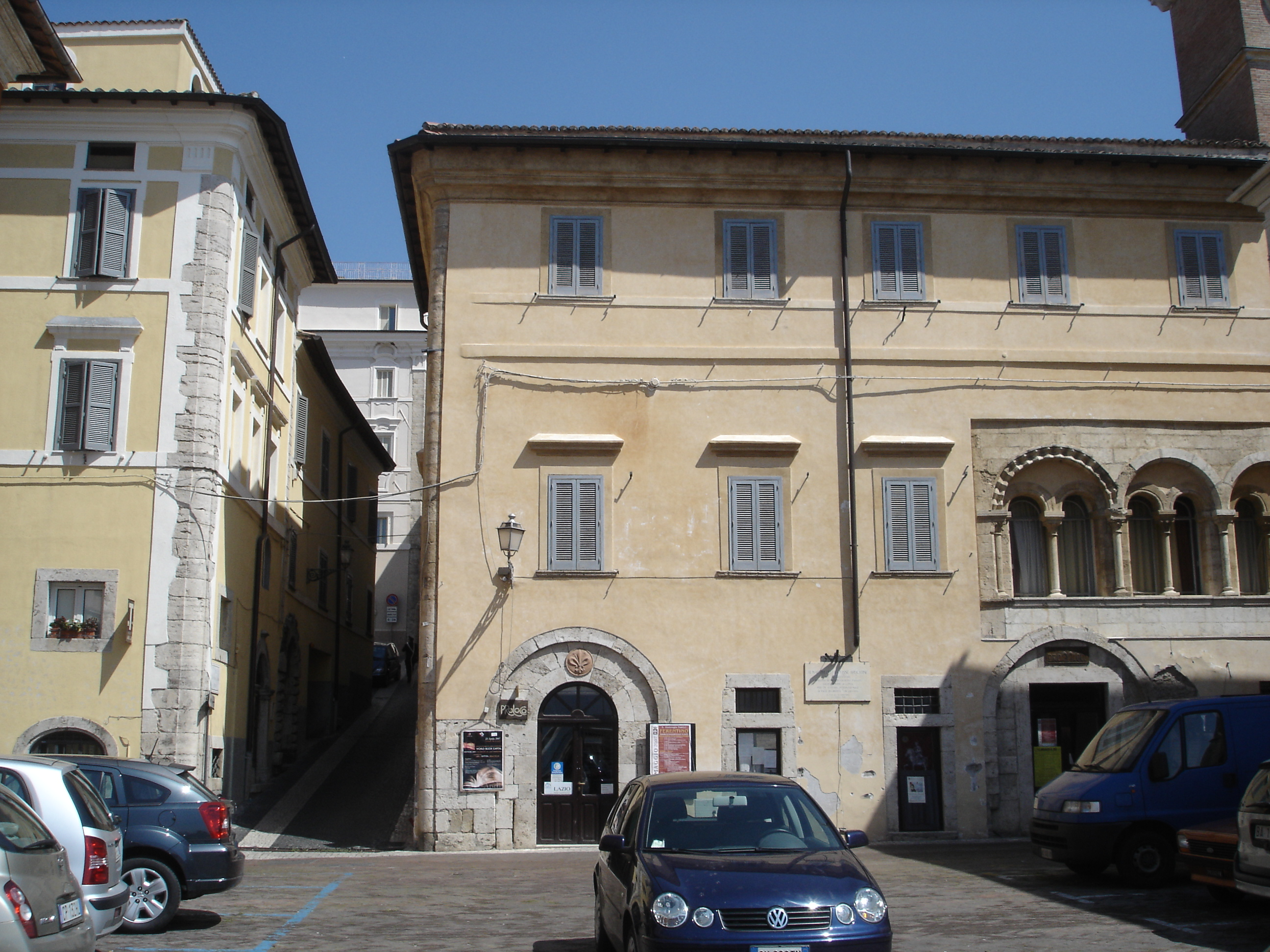
Ferentino: Palazzo dei Consoli

Al seguito di Roma che nel XII secolo si era costituita libero comune, nel Lazio meridionale diverse città (Alatri, Ferentino, Terracina e Velletri) cominciavano ad eleggere consoli e magistrati autonomi e iniziavano a stabilire un loro dominio territoriale indipendente entro i vecchi confini dello Stato Pontificio. Nel XIII secolo Innocenzo III per consolidare l'autorità papale e scoraggiare o controllare le autonomie, instaurò a Ferentino sul territorio dell'antico Comitatus Campaniæ un presidio militare e amministrativo: la provincia di Campagna e Marittima; nel resto dello Stato della Chiesa dove le ambizioni indipendentiste comunali erano più forti il papa istituiva il Patrimonio di San Pietro, il Ducato di Spoleto, la Marca Anconitana e la Provincia Romandiolæ.
Nel 1198 Giacomo Conti iniziò la serie dei rettori di Campagna e Marittima: congiunto del pontefice, era maresciallo delle Armate papali. L'anno seguente fu sostituito da Landone di Montelongo, cognato sempre di Innocenzo III.
Con l'insorgere dei vari privilegi feudali il territorio divenne teatro dei contraddittori scontri fra le famiglie romane, fino al celebre conflitto tra i Colonna e Bonifacio VIII Caetani di Anagni.  
Nel 1357 la provincia, con capoluogo a Ferentino, senza il territorio a nord di Velletri, fu riconfermata nelle Costituzioni egidiane; viste le forze antipapali nei territori pontifici e le nuove conquiste dello Stato Pontificio in Romagna, le riforme miravano ad accentrare i diritti feudali della Santa Sede, legittimando le presenze militari di Ferentino.

## L'ingerenza napoletana

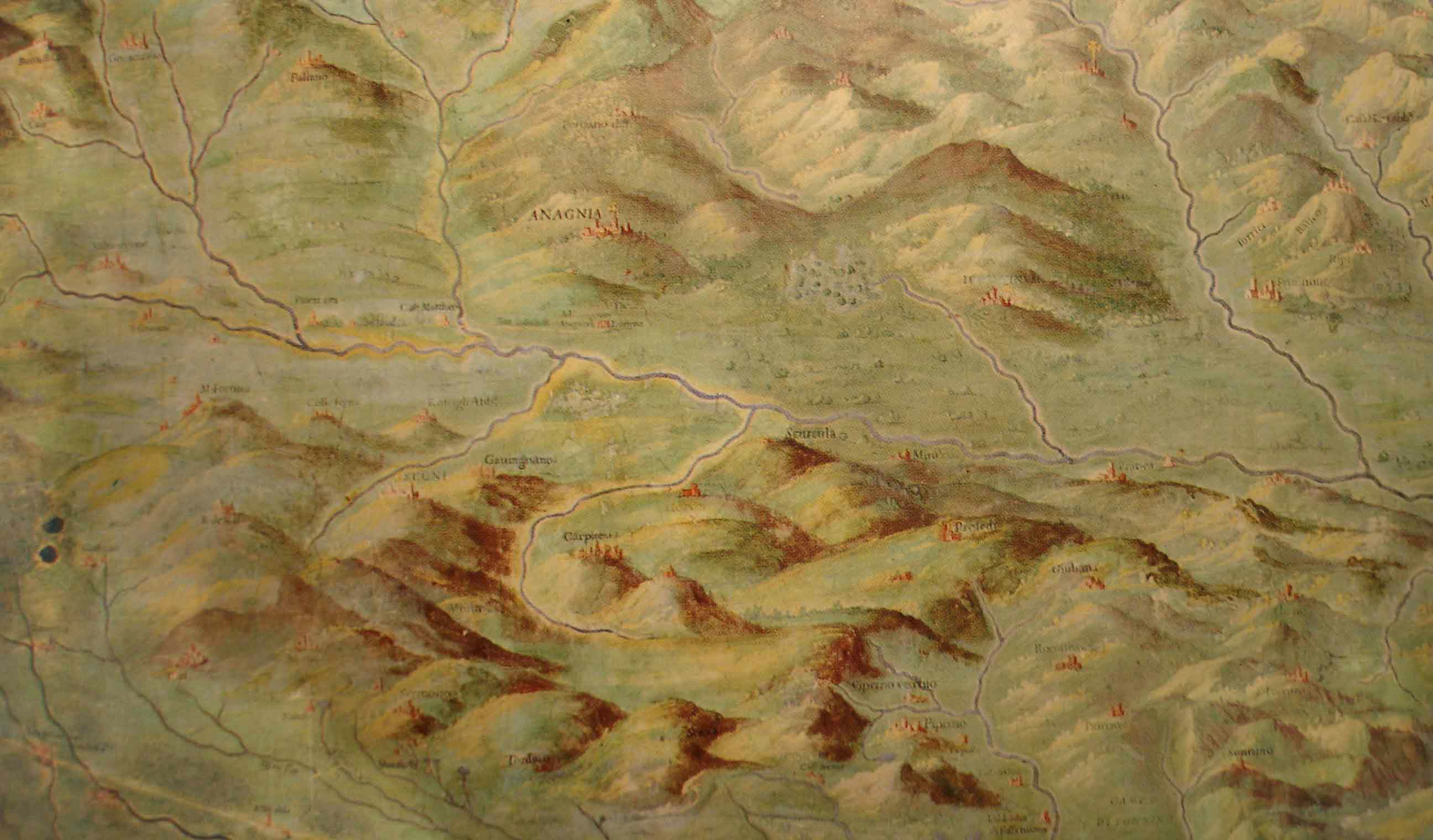
La valle del Sacco nella galleria cartografica del Vaticano, XVI secolo.

A seguito delle lotte ghibelline e delle rivolte scoppiate a Roma contro l'elezione di Innocenzo VII, nel 1408 il territorio fu occupato insieme alla capitale e a parte dell'Umbria e della Valle del Tevere dal re di Napoli Ladislao d'Angiò-Durazzo venuto in soccorso del Papa, a cui garantì il suo appoggio contro l'Antipapa Benedetto XIII di Avignone. Il re, durante l'occupazione militare, prima ottenne il governo diretto della Campagna e Marittima, e poi il diritto a nominarvi i rettori. 
Attorno al 1460 il territorio subisce le scorribande del duca di Sora Piergiacomo Cantelmi, vicino alle pratiche del brigantaggio, che, avendo aderito al partito angioino contro gli aragonesi nel Regno di Napoli, tentava di acquisire autorità nella provincia pontificia.
Per tutto il XV secolo le identità politiche risultarono fortemente indebolite, mentre si rafforzava l'autorità di nobili meridionali come i Caetani, duchi di Gaeta, che incrementarono il prestigio artistico e culturale di Anagni e città fino ad allora marginali come Sermoneta. Un relativo benessere economico di tutta la zona è testimoniato dalla debole attività finanziaria delle locali comunità ebraiche che subentrò alla lenta crisi dell'economia cenobitica italiana sentita anche dai monasteri provinciali (Fossanova, Casamari, Valvisciolo e monasteri minori).
Nel 1495 Carlo VIII di Francia occupò il territorio distruggendo il castello di Monte San Giovanni Campano.

### Dopo il trattato di Cave
Nel 1555 papa Paolo IV, di origini campane, non riconobbe il titolo imperiale di Filippo I d'Asburgo, che ereditava da Carlo V anche il dominio sul Regno di Napoli. Giovanni Carafa, nipote del Papa, approfittando delle lotte fra il pontefice e le famiglie romane, aveva acquisito il ducato di Paliano sui resti dei feudi dei Colonna, e preparava con l'appoggio di Enrico II di Francia un attacco al Regno di Napoli. Il viceré di Napoli Alvaro da Toledo arrestò le operazioni militari del Carafa occupando la Campagna e Marittima e, arrivato alle porte di Roma, impose il trattato di pace di Cave (1557) che prevedeva la smilitarizzazione dello Stato Pontificio.

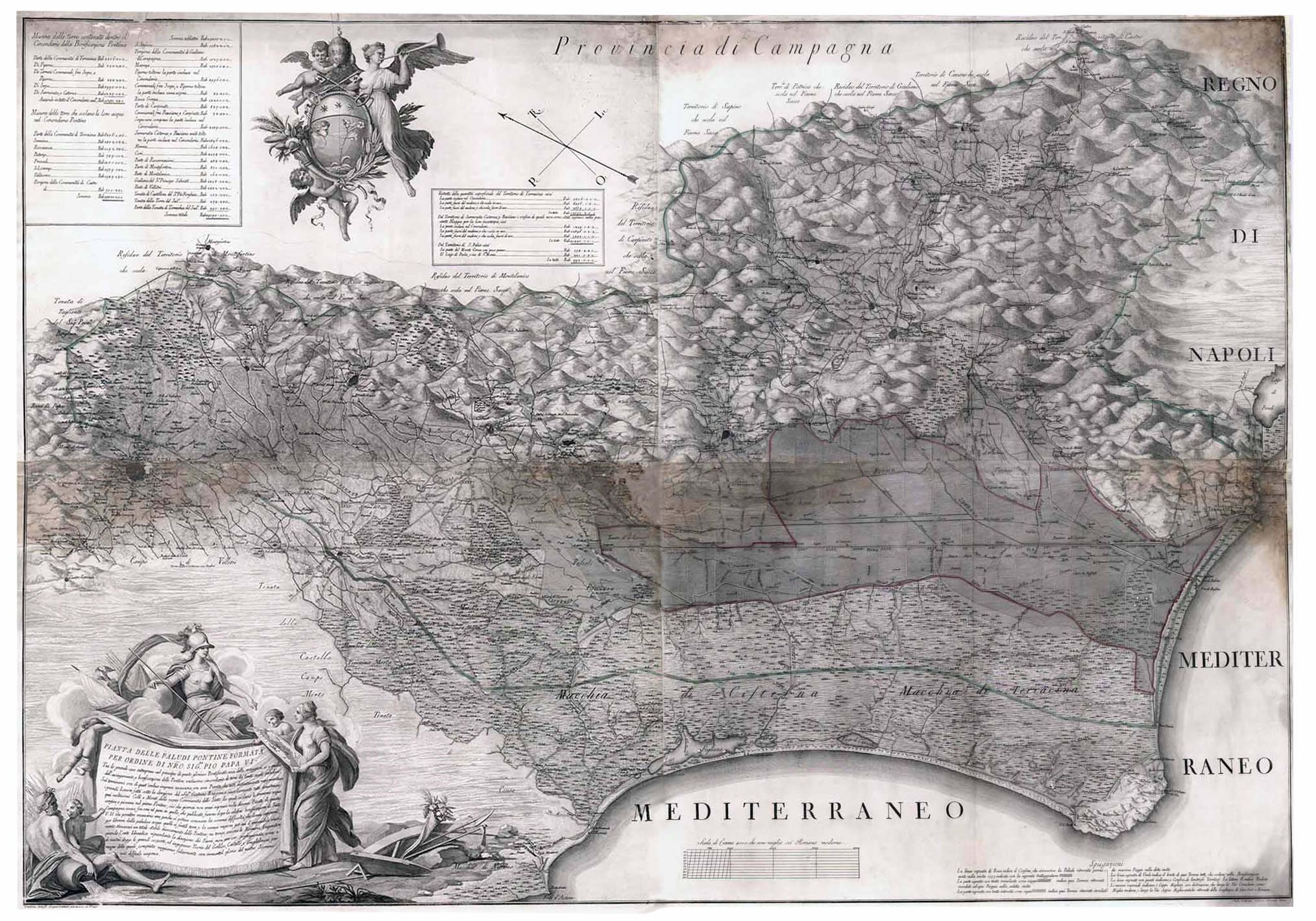
Pianta della Marittima e delle Paludi pontine formata per ordine di N.ro Sig.re Pio Papa VI (XVIII secolo)

Ferentino perse dunque le sedi militari e una amministrazione meno radicata venne insediata a Frosinone, piccola fortezza neutrale di confine e senza sede vescovile, più soggetta al controllo napoletano. Il papato non sostenne mai completamente tale riforma e concentrò le politiche civili attorno alle sedi vescovili finché non fu venuto meno il dominio spagnolo in Italia. Intanto nella regione iniziava il forte arretramento economico dovuto ai contrasti fra autorità locali e centrali e ai primi provvedimenti antisemiti del governo pontificio e spagnolo. Le uniche testimonianze di un relativo benessere sono le rare opere che ricordano il barocco napoletano di Veroli e Monte San Giovanni Campano presso il confine meridionale, vicine all'economia della Terra di Lavoro e del ducato di Sora, mentre i territori pontini subirono una crisi senza precedenti.

## Le riforme civili
Nel 1580 per consolidare il dominio pontificio nella provincia Papa Gregorio XIII acquista ai Della Rovere il Ducato di Sora, feudo al confine con lo Stato Pontificio che da quel momento acquisì autonomia amministrativa assumendo l'aspetto di una signoria e arginando l'ingerenza napoletana nella Campagna e Marittima.
Nel 1598 Clemente VIII avviò una serie di riforme amministrative volte ad annettere definitivamente allo Stato della Chiesa i ducati di Ferrara, di Urbino e di Castro e Ronciglione. In Campagna e Marittima il rinnovamento effettivo però arrivò molto tardi, allorché dopo la pace di Aquisgrana finì il dominio spagnolo su Napoli, e papa Benedetto XIV poté riformare la provincia secondo le esigenze territoriali romane istituendo la delegazione di Frosinone, di cui Campagna e Marittima erano due distretti, in cui era inclusa anche l'exclave di Pontecorvo. Le istituzioni civili, scolastiche e i vescovati restavano ancora nelle città vicine di Veroli, Alatri e Anagni.  
Pio VI avvierà i primi tentativi di bonifica nei comuni di Sezze e Terracina.

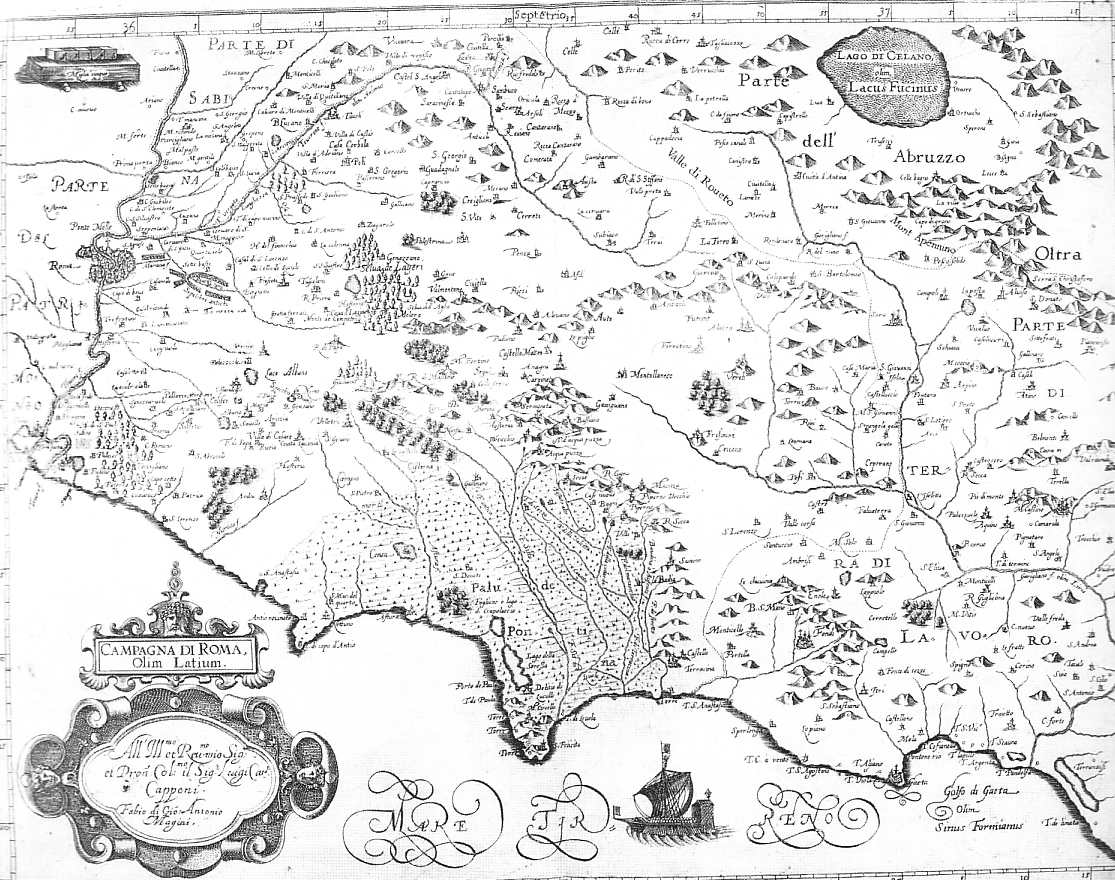
La Campagna di Roma secondo il Magini.

## Cartografia

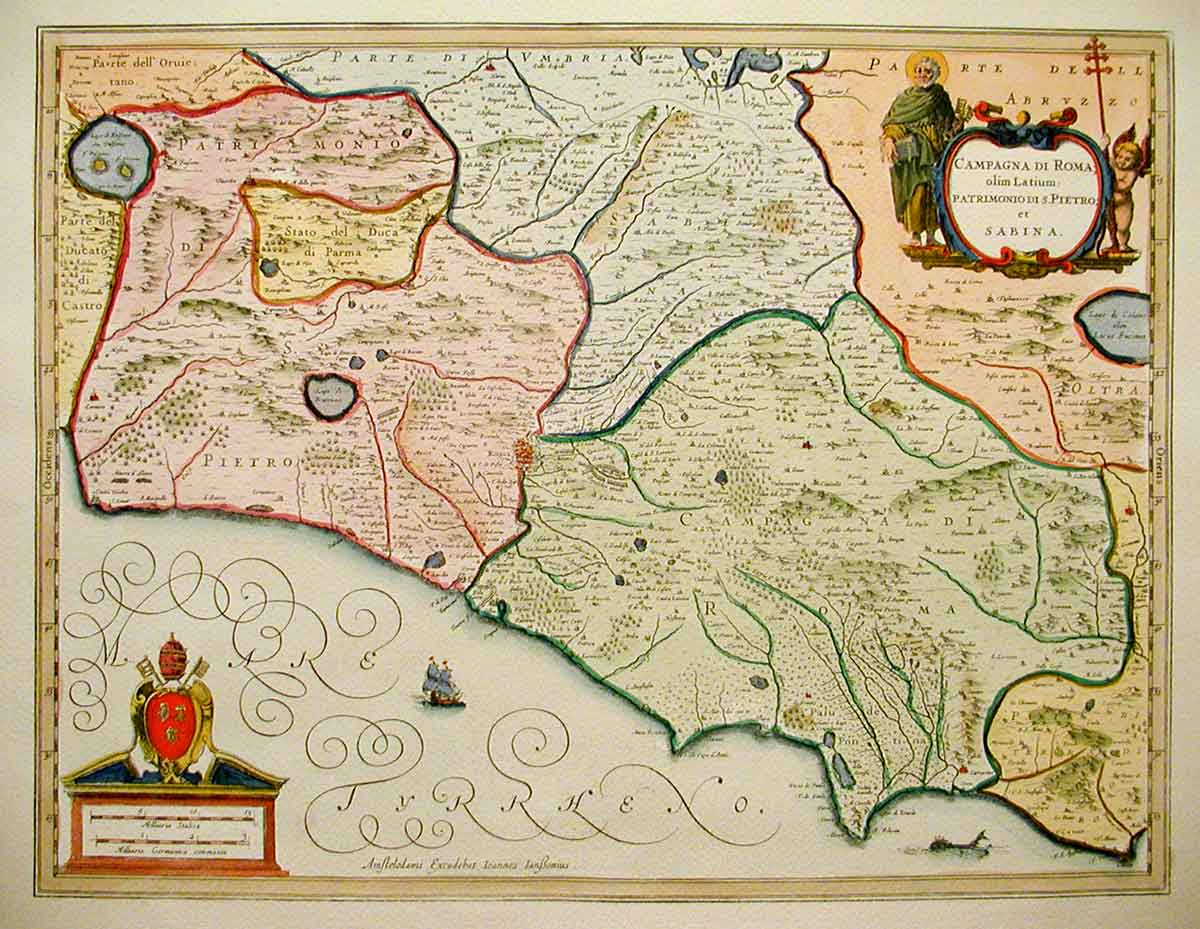
Campagna di Roma olim Latium, Patrimonio di San Pietro e Sabina. Johannes Iambonius, XVII secolo

Nella cartografia il territorio della provincia è nota come Campagna di Roma o Latium. Nella galleria delle Mappe del Vaticano la Campagna di Roma è rappresentata assieme alla Sabina sotto la denominazione classica di Latium et Sabina. La mappa risale al 1636, commissionata sotto il pontificato di Urbano VIII, e fu realizzata da Luca Holstenio che coprì il precedente lavoro di Ignazio Danti. Nel 1602 Giovanni Antonio Magini disegnava invece una mappa della Campagna di Roma identificandola con l'antico Latium. Nel 1595 Abraham Ortelius disegnava una carta del Latium in cui distingueva un Latium vetus nel territorio dei Castelli Romani e un Latium novum fra questi e il fiume Liri. I toponimi Campagna di Roma e Campagna e Marittima che ricalcano direttamente il nome imperiale Campania, con cui erano conosciuti alcuni territori della Regio I, furono da sempre le uniche denominazioni adottate per indicare i territori del Lazio meridionale, assieme al Latium dei cartografi e degli umanisti e, nei territori napoletani, al toponimo Terra di Lavoro, fino al 1927. L'aggettivo «campanino» era inoltre il vocabolo con cui si qualificavano gli abitanti della Campagna e con cui si indicava tutto ciò che riguardava l'omonima provincia pontificia, con pertinenza geografica ed amministrativa.